# Gare du Chapus
Ne doit pas être confondu avec Gare de Bourcefranc.
La gare du Chapus était une gare ferroviaire française, de la ligne de Cabariot au Chapus. Elle est située à quelques dizaines de mètres de l'extrémité de la pointe du Chapus sur le territoire de la commune de Bourcefranc-le-Chapus, dans le département de la Charente-Maritime, en région Nouvelle-Aquitaine.
C'était une gare terminus lorsqu'elle fut mise en service, en 1889, par l'Administration des chemins de fer de l'État. Elle sera fermée au service des voyageurs en 1971 et totalement au service des marchandises en 1987.

## Situation ferroviaire
Établie à 3 mètres d'altitude, la gare terminus du Chapus était située au point kilométrique (PK) 30,478 de la ligne de Cabariot au Chapus, après la gare de Bourcefranc.
Elle disposait d'un faisceau de plusieurs voies de service et d'aiguillages pour faire le rebroussement des motrices des convois .

## Histoire
L'installation d'une gare terminus à la pointe du Chapus sur le territoire de la commune de Marennes, se précise en 1880 avec une mise à l'enquête, dans le cadre du projet de ligne de Tonnay-Charente à Marennes et au Chapus. Le 20 décembre le ministre confirme qu'elle est une gare d'extrémité.
La « gare du Chapus » est mise en service le 17 février 1889 par l'Administration des chemins de fer de l'État, lorsqu'elle ouvre à une « exploitation restreinte » son « chemin de fer de Tonnay-Charente à Marennes et au Chapus ». L'ouverture officielle à une exploitation ordinaire de la ligne et de la gare a lieu le 1er juillet 1889.
À partir de 1938, la SNCF nouvellement créée, propose une desserte directe - Paris Gare d'Austerliz - Le Chapus - pour desservir l'embarcadère pour l'Ile d'Oléron[réf. souhaitée].  

Les installations de la gare du Chapus vers 1900
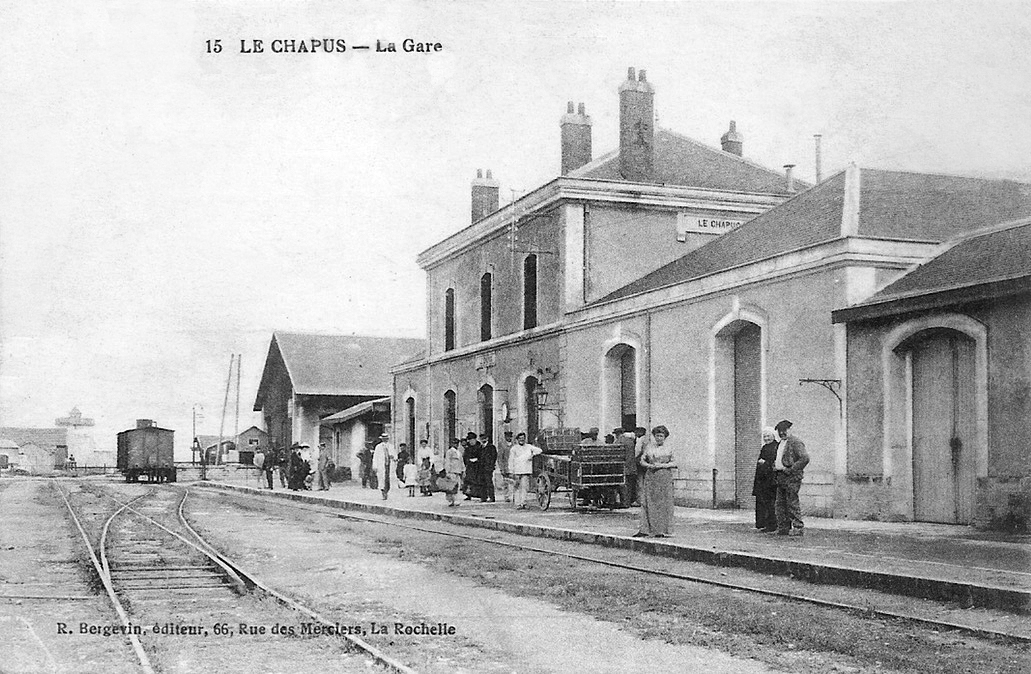
Bâtiment voyageurs, jadis.
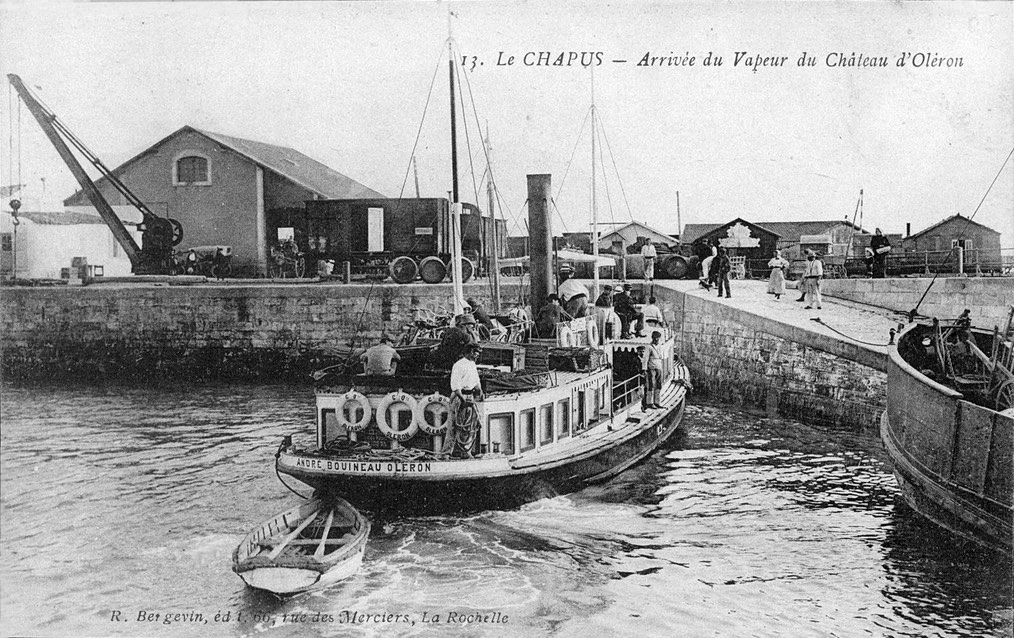
Halle, grue et wagons de marchandises, jadis.
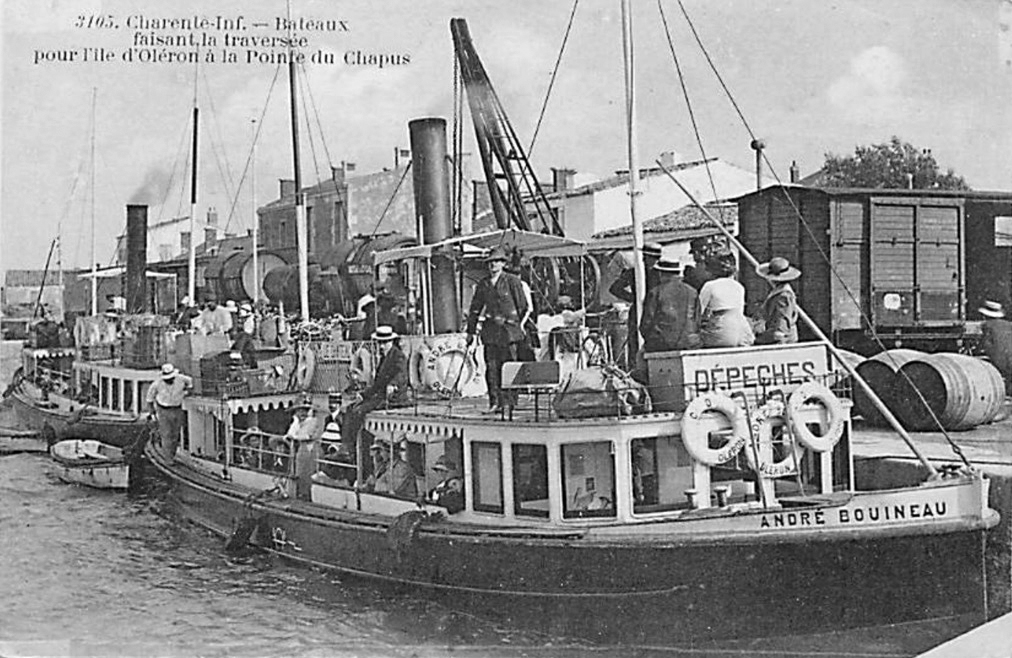
Bateaux desservant l'Ile d'Oléron à la descente des voyageurs dans la Gare.

La ligne, et la gare, seront fermées au service des voyageurs le 26 septembre 1971 au dernier jour de l'horaire d'été. Elle sera fermée au service des marchandises le 1er octobre 1987.

## Patrimoine ferroviaire
Le bâtiment voyageurs d'origine est toujours présent, restauré et réaffecté en un espace de vente à l'enseigne "Comptoir de la Mer".